# Festuca achtarovii
Festuca achtarovii là một loài thực vật có hoa trong họ Hòa thảo. Loài này được Velchev & P.Vassil. mô tả khoa học đầu tiên năm 2002.